# 피닉스판

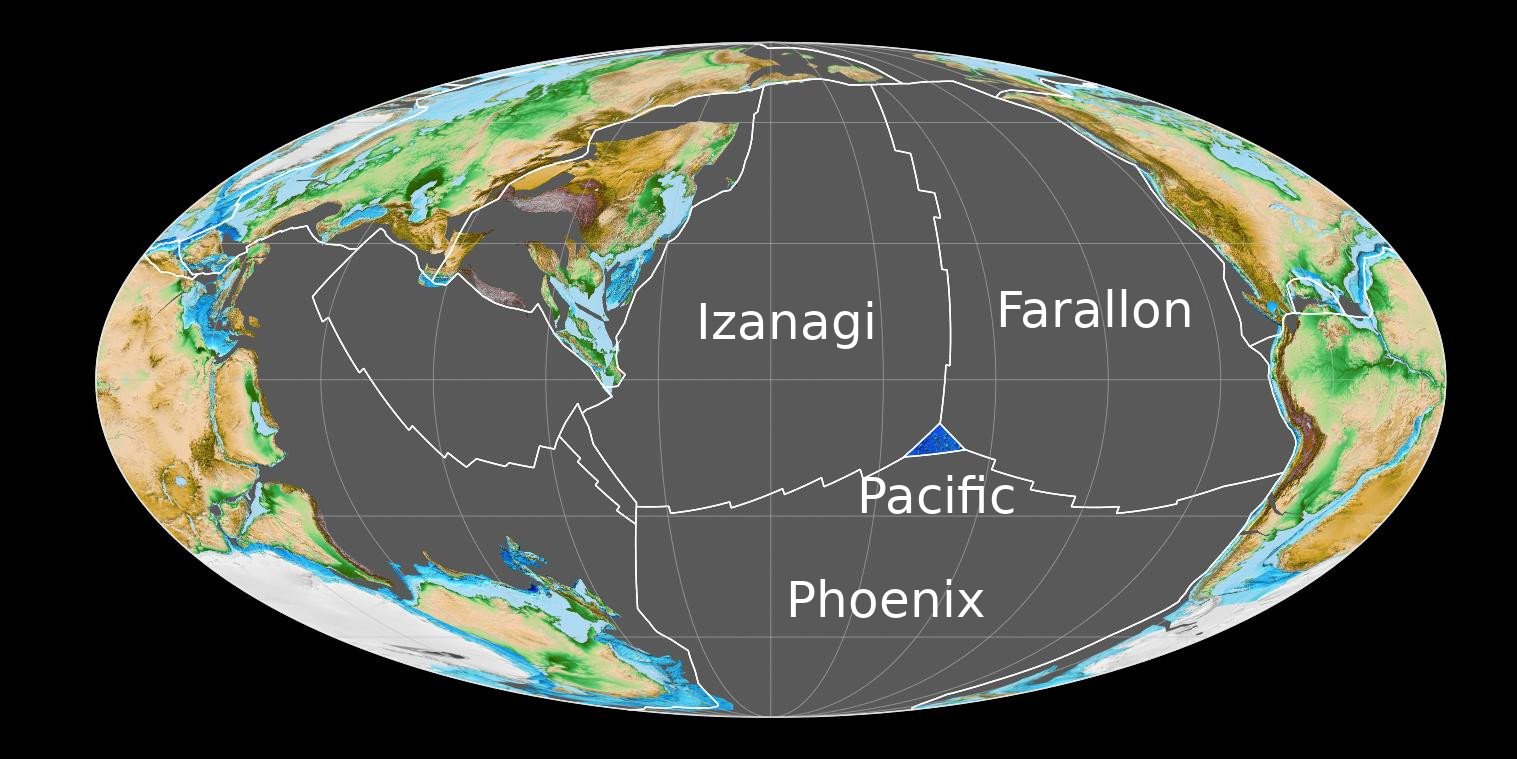
쥐라기 전기인 약 1억 8천만년 전의 태평양. 가운데에 막 융기가 시작된 태평양판이 있으며 주변에 태평양을 덮고 있는 이자나기판, 패럴론판, 피닉스판이 보인다.

피닉스판(Pheonix Plate, Alux Plate)은 백악기 중엽에서 제 3기 초까지 존재했던 판이다. 피닉스판은 남극판 아래로 섭입하였다. 태평양판과 피닉스판 사이의 중앙 해령인 피닉스 해령은 18~20 cm/년의 비율로 약 8400만년 전부터 확장되었다. 주된 요인은 확장 속도의 감소와 약 5230만년부터 나타난 남극 판과의 수렴 비율이다. 백악기 후기 동안 피닉스판은 리베라판과 코코스 판이 패럴론판의 분열로 형성된 방법과 비슷하게 차라코트 판으로 분열되었다.

## 참조
- McCarron, Joe J. and Robert D. Larter, Late Cretaceous to early Tertiary subduction history of the Antarctic Peninsula, Journal of the Geological Society, March 1998